# Felidae (Roman)
Felidae ist ein Kriminalroman aus dem Jahr 1989 des deutsch-türkischen Schriftstellers Akif Pirinçci, in dem eine Katze in der Rolle des Detektivs agiert. Der Roman enthält auch Anleihen der Horrorliteratur und des Thrillers.

## Inhalt

### Handlung
Der Kater Francis zieht mit seinem Besitzer, dem studierten Archäologen Gustav Löbel, in ein altes, renovierungsbedürftiges Gebäude um. Gustav beschäftigt sich zwar mit der Niederschrift eines Sachbuches um die ägyptische Göttin Bast, die häufig in Katzengestalt auftritt, verdient sein Geld aber zumeist mit dem Verfassen von Kurzromanen für Frauenzeitschriften. Bei einem Streifzug durch den Garten des Hauses lernt Francis den furchtbar entstellten Maine-Coon-Kater Blaubart kennen und findet die Leiche eines jungen Katers. Blaubart ist sich dabei sicher, dass ein „Dosenöffner“ (Mensch) dem kleinen Sascha ein „Sonderventil in den Nacken verpasst“ habe, und er offenbart Francis, dass es sich dabei schon um den vierten „kalten Sack“ (Leiche) handelt. Francis bemerkt, dass Sascha zum Zeitpunkt seiner Ermordung im Begriff war, ein rolliges Weibchen zu decken, und dass es sich bei der tödlichen Verletzung um eine Bisswunde handelt, die ihm ein Artgenosse zugefügt haben muss.
Gustav beginnt bald darauf gemeinsam mit einem seiner Freunde, Archibald Philip Purpur, genannt „Archie“, das heruntergekommene Haus zu renovieren. In der Nacht wird Francis von einem Albtraum heimgesucht, in dem er im ersten Stock des Hauses einen hell erleuchteten Raum betritt und von einem Mann ohne Gesicht ein Halsband angelegt bekommt. Dieses entpuppt sich aber als Fessel, mit der der Mann Francis zu geißeln versucht. Am Folgetag führt Blaubart Francis zu einer weiteren Leiche, die des alten Katers Deep Purple, der wie die erste von Francis untersuchte Leiche auch dabei war, eine Paarung zu vollziehen, und auch er hat die Bisswunde einer Katze am Nacken. Auf dem Weg zu Purples Leiche werden die beiden von den „typischen fiesen Eckenstehern“ Herrmann und Herrmann und deren Boss, dem riesigen Colourpointkater Kong, abgefangen. Kong weist Francis darauf hin, dass sie bald noch eine „interessante Unterredung unter vier Augen“ haben werden. In der darauffolgenden Nacht erscheint Purple Francis im Traum, aus seiner klaffenden Wunde am Nacken zieht er ein Junges nach dem anderen und schleudert es gewaltsam gegen die Wand. Währenddessen redet er von bahnbrechenden Errungenschaften der Veterinärmedizin. Als Francis daraufhin mitten in der Nacht aufwacht, hört er aus dem ersten Stock des Hauses seltsame Geräusche. Er geht nach oben und beobachtet eine Katzensekte unter der Führung des großen, weißen Katers Joker, die sich Stromstößen aussetzt und einen mysteriösen „Claudandus“ anbetet. Um besser sehen zu können, begibt sich Francis ein Stockwerk höher und beobachtet das Geschehen durch Löcher im Boden. Dabei sieht er unter anderem Kong, Herrmann und Herrmann, aber auch Blaubart. Als Joker ihn bemerkt, hetzt er die gesamte Sekte auf ihn. Francis flieht zunächst in den dritten Stock, wo sich ein Versuchslabor befand, und anschließend auf die Dächer des Distrikts.
Auf der Flucht stürzt Francis durch ein Dachfenster ins Heim der hübschen Russisch-Blau-Kätzin Felicitas, die sich als blind herausstellt. Sie war jedoch nicht von Geburt an blind, sondern verlor erst durch Gräueltaten der Menschen ihr Augenlicht, wie sie erzählt. Weiterhin gibt sie Francis brauchbare Informationen: Sie hat die Todesschreie gehört und auch ihr Umfeld. Die Opfer waren immer auf dem Weg zu Verehrerinnen, bevor sich jemand zu ihnen gesellte, den sie gut zu kennen schienen. Felicitas konnte zwar dessen genaue Worte nicht verstehen, aber seinen Tonfall, der „eindringlich“ und „bedeutungsschwanger“ war, als wolle derjenige die Opfer von etwas überzeugen. Als Blaubart auftaucht, verlässt Francis das Haus von Felicitas und stellt diesen über die Claudandus-Sekte zur Rede. Blaubart tut diese als harmlosen Zeitvertreib und Nervenkitzel ab. Er bringt Francis zu einem weiteren „Klugscheißer“ im Revier, den alten Havana-Kater Pascal, der im absoluten Luxus zu wohnen scheint und sogar einen Computer bedienen kann. Er führt eine Datenbank über sämtliche Bewohner des Distrikts und auch über die bisher fünf Opfer kostende Mordserie. Dabei fällt Francis auf, dass alle Mordopfer Europäisch Kurzhaar sind. Pascal verneint, da er das sechste Opfer, über welches Francis noch nicht informiert ist, noch nicht eingetragen habe. Auf die Frage Francis’, wer das sei, meint Pascal Felicitas. Francis rennt zu ihr zurück und sieht, dass sie tatsächlich tot ist.
Im Traum wird Francis von einer Endzeitvision geplagt. Der völlig zerstörte Distrikt, überwachsen von scheinbar unendlichen Erbsenpflanzen. Auf einer hell erleuchteten Lichtung sieht er die Leichen der Katzen des Distrikts: Blaubart, Felicitas, Pascal, Kong, Sascha, Deep Purple und viele mehr. Aus ihnen erhebt sich mit einem Mal der riesig emporragende Gregor Johann Mendel, den Francis auf einem Porträt schon zuvor im Haus Pascals gesehen hatte, als dieser von seinen „Versuchen über Pflanzenhybriden“ redet. Als Francis aufwacht, geht er in den Keller, um Ratten zu jagen. Dabei findet er das Tagebuch eines gewissen Professors Julius Preterius, der in diesem Haus im Jahre 1980 ein Labor, welches Francis bereits im dritten Stock fand, leitete. In diesem Labor führte Preterius mit seinen Assistenten Gray und Ziebold Versuche an Katzen durch, um einen Wundkleber zu entwickeln. Allerdings klebt dieses Präparat nicht, und alle Versuchstiere verenden jämmerlich. Als dem zunehmend verrückten Professor die Mittel gestrichen werden, stiehlt er aus der Nachbarschaft Katzen, um an ihnen Versuche durchzuführen. Auch ein namenloser Streuner läuft dem Labor zu. In einer nächtlichen Aktion schneidet der nun bereits gänzlich verrückt gewordene Preterius den Streuner auf und probiert den Wundkleber an ihm aus. Wie durch ein Wunder funktioniert es, und Preterius tauft den Streuner „Claudandus“ (lat. „Der geschlossen werden muss oder soll“). Aber Claudandus bleibt das einzige Tier, bei dem das Mittel anschlägt, und der Professor nimmt ihn immer wieder auseinander, wobei er vollkommen durchdrehte. Die letzte Aussage des Tagebuchs lautet „Claudandus hat zu mir gesprochen!“.
Als Francis das Tagebuch fertiggelesen hat, kommt Kong mit Herrmann und Herrmann in den Keller gestürmt und ein Kampf beginnt, nach dem sich Francis nach draußen ins Gewitter flüchtet. Auf der Flucht entdeckt er die Leiche einer trächtigen Balinesin, die sich als Kongs Geliebte Solitaire herausstellt. Es wird außerdem ein verwahrloster Perserkater beobachtet, der sich vor Kong und seinen Sidekicks verstecken kann. Während diese ihn aber schon in den anderen Gärten suchen, folgt Francis ihm durch einen engen Durchlass im Boden, durch eine Katakombe, bis in einen Tempel, in dem hunderte ermordeter Katzen liegen. Obwohl Francis zunächst den Perser Jesaja als Mörder verdächtigt, stellt sich heraus, dass dieser nur die Toten in Empfang nimmt. Er ist tief religiös und lebte als Junges selbst in Preterius’ Labor. Als er von dort entkam, wurde er von Joker in den Tempel gebracht, wo dieser ihn das Lesen und die Lehre des Propheten lehrte. Joker verließ ihn aber, um die Lehre im Revier zu verbreiten, und eines Tages kam eine weibliche ermordete Kätzin durch die Katakomben in den Tempel gefallen und Jesaja hörte die Stimme des Propheten, der ihm das Amt des Totenwächters übertrug. Seither kamen immer wieder Leichen, teils fürchterlich entstellt, in Jesajas Obhut, und der Prophet sprach immer wieder zu ihm. Da er dies in letzter Zeit vermisste, brach Jesaja seinen Schwur und verließ die Katakomben, um selbst nach Toten zu suchen. Er zeigt sich sehr betroffen, da er denkt, sein Prophet habe ihn verlassen. Francis, der Jesaja in seinem Glauben an den guten Propheten belässt, verlässt die Katakomben wieder und geht nach Hause. Die furchtbare Erkenntnis des Tempels: Nicht sieben, sondern hunderte Mordopfer sind zu beklagen.
In der Nacht hat Francis einen Traum, in dem er den Propheten, Claudandus, sieht, der ihn aufruft, ihm auf seiner Reise nach Afrika zu folgen. Am folgenden Vormittag macht Francis die Bekanntschaft der Schönheit Nhozemphtekh, die sich keiner Rasse zugehörig zeigt und behauptet, ihre Rasse sei zugleich „alt und neu“. Später am Tag schickt Francis Blaubart zu Jokers Haus, um diesen zu suchen, während er selbst zu Pascal geht und diesem seine Theorien unterbreitet. Blaubart kommt hinzu mit der Erkenntnis, Joker sei verschwunden, und da dieser ohnehin der Hauptverdächtige war, macht sich in der Runde die Annahme breit, Joker habe die Flucht ergriffen. In den folgenden Tagen machen sie sich daran, mithilfe der Liste und der Statistiken am Computer diejenigen herauszufinden, die bisher unbekannterweise dem Mörder zum Opfer fielen, und kommen dabei auf eine Zahl von etwa 450 Mordopfern. Anhand der Mordrate finden sie auch heraus, dass der Mörder in letzter Zeit mehr Katzen tötet als noch vor einigen Jahren und dass die Serie bis zur Schließung des Labors 1981 zurückreichen muss.
Bei einer Versammlung am Heiligabend informieren Francis und Pascal die Bewohner des Distrikts über ihre Annahme, Joker sei der geflohene Mörder. Seine Urenkelin Pepeline unterbricht aber an der Stelle, an der Francis erklärt, der Prophet Claudandus sei in Preterius’ Labor verendet. Sie behauptet, ihr Urgroßvater Joker habe ihr erzählt, dass Claudandus Preterius getötet, die Versuchstiere befreit und selbst überlebt habe. Am Abend sucht Francis Jokers Haus am Rande des Reviers noch einmal persönlich auf. Über einen Baum gelangt er auf das Dach des Gebäudes, und durch die Dachfenster hat er die Möglichkeit, auf die Regale im Haus zu blicken, wo er tatsächlich den exekutierten Joker findet. Es sieht aber danach aus, als sei dieser mit seiner Hinrichtung einverstanden gewesen.
Wieder zuhause findet Francis Gustav, der in der mittlerweile fertig renovierten Wohnung an seinem Sachbuch arbeitet. In der Fotografie einer altägyptischen Malerei erkennt Francis eine Kätzin, die Nhozemphtekh zum Verwechseln ähnlich sieht. Plötzlich erkennt er, dass die Katzen in seinem Revier rückgezüchtet werden. Nach den Regeln des Genetikers Gregor Mendel züchtet der Mörder die Katzen zurück. Zum ersten Mal sah Francis Mendels Porträt bei Pascal und einmal erwähnte dieser auch den Namen seines Herrchens: Ziebold, der Assistent Preterius’.
Francis macht sich also zu Pascal auf, um ihn zur Rede zu stellen. Dieser offenbart sich ihm als Claudandus, der Preterius nach den unendlichen Qualen tötete. Er wurde von Ziebold aufgenommen und lernte durch die Bibliothek Mendels Vererbungsregeln kennen. Aus seinem übermäßigen Hass gegen die Menschen heraus beschloss er, mit der Hilfe Jokers eine Superrasse, eine undomestizierte „Felidae“, zu züchten. Wenn sich irgendwelche Revierbewohner nicht an seine Pläne halten wollten, musste er sie töten und Jesaja anvertrauen. Allerdings hat er mittlerweile Darmkrebs und konnte die Leichen nicht mehr in den Tempel schleppen. In Francis glaubte er einen würdigen Nachfolger gefunden zu haben und legte die Spur auf sich. Francis findet unterdessen auf dem Computer eine geheime Datei namens „Preterius“, in der alle Mordfälle detailliert aufgelistet sind. Francis will sie löschen, aber Pascal greift ihn an und stößt den Bildschirm des Computers vom Tisch. Das Gerät implodiert und eine Stichflamme steckt die Vorhänge in Brand. Im brennenden Raum tötet Francis Pascal und kann sich schwer verletzt retten. Er beschließt, die Auflösung des Falls für sich zu behalten, damit Pascal in guter Erinnerung bleibt. Später können Francis und Blaubart Jesaja aus dem Tempel locken und bei einem Kneipier unterbringen.

### Form
Das Buch beginnt mit einer vollständigen Titelei. Die Widmung lautet:

„Für Uschi und Rolf, die Besten!
Und Cujo und Pünktchen, die Schärfsten!“

Bei Cujo handelte es sich um Akif Pirinçcis Kater. Auf die Widmung folgt folgender Auszug aus dem Buch Genesis:

„Gott machte das Wild des Feldes nach seinen Arten, das Vieh nach seinen Arten und alles Gewürm auf dem Erdboden nach seinen Arten. Und Gott sah, dass es gut war.“

Anschließend folgt als Einleitung eine Textstelle aus dem Ende des Romans und ab Seite elf beginnt die Handlung. Darin sind immer wieder Nummern im Fließtext zu finden, die auf einen Anhang verweisen, der mit insgesamt 13 wissenschaftlichen Anmerkungen über Katzen gefüllt ist, die zu der jeweiligen Textstelle ergänzende Worte beisteuern. Der zehnseitige Anhang beginnt mit Seite 278.

## Hauptcharaktere

### Katzen
Francis
Der als Detektiv agierende Kater ist neu im Distrikt und freundet sich schnell mit Blaubart und Pascal an.
Blaubart
Blaubart ist ein fürchterlich entstellter Maine-Coon-Kater, der in seiner Kindheit in Professor Preterius’ Labor lebte und zum engsten Verbündeten Francis’ in der Mordserie wird. Er ist Mitglied der Claudandus-Sekte, die er als Zeitvertreib und unbedeutenden Nervenkitzel bezeichnet.
Pascal
Pascal (eigentlich Claudandus) ist ein brauner Havana-Kater und der Mörder in der Geschichte. Nachdem er von Professor Preterius misshandelt wurde, tötete er diesen und befreite die anderen Katzen. Er änderte seinen Namen und ließ durch Joker die „Lehre von Claudandus“ verbreiten, während er selbst durch sein neues Herrchen, Preterius’ Assistenten Ziebold, die Erbregeln von Gregor Mendel kennenlernte und es zu seiner Obsession wurde, eine perfekte undomestizierte Katzenrasse, seine perfekte Felidae, zu erschaffen. Dafür ging er über Leichen.
Felicitas
Felicitas ist eine Russisch Blau aus Francis’ Distrikt, die als Junges in Preterius’ Labor ihr Augenlicht verlor. Sie macht später die Bekanntschaft von Francis und gibt ihm wichtige Informationen über die Claudandus-Sekte und die Mordserie. Deshalb wird sie später von Pascal ermordet.
Jesaja
Jesaja ist ein Perserkater, der in den Katakomben unter dem Distrikt lebt und die ermordeten Katzen aufnimmt und behütet. Deshalb bezeichnet er sich selbst als „Totenwächter“, der angeblich die Stimme des Propheten Claudandus erhört habe.
Nhozemphtekh
Nhozemphtekh gehört der „alt-neuen“ Rasse an, die aus Pascals Zuchtprogrammen hervorgeht. Sie lockt Francis endgültig auf Pascals Fährte, wozu dieser sie auch zu ihm geschickt hat.
Kong
Der Colourpointkater Kong ist der Platzhirsch in Francis’ Revier und zählt mit seinen beiden Sidekicks Herrmann und Herrmann zu den „typischen fiesen Eckenstehern“. Er ist Francis äußerst abgeneigt, zumindest bis die von ihm trächtige Solitaire ermordet wird. Er ist ein Mitglied der Claudandus-Sekte.
Herrmann und Herrmann
Herrmann und Herrmann sind Kongs Sidekicks. Sie sind Orientalisch Kurzhaar, kastriert und Mitglieder der Claudandus-Sekte.
Joker
Joker ist der religiöse Führer der Claudandus-Sekte und Pascals einziger Verbündeter bei dessen Plan, die perfekte Katzenrasse rückzuzüchten. Er verbreitet die „Lehre von Claudandus“, der von den Menschen misshandelt und angeblich getötet worden sei. Letzteres ist falsch, da Claudandus seinen Namen nur in Pascal änderte. Später opfert sich Joker.

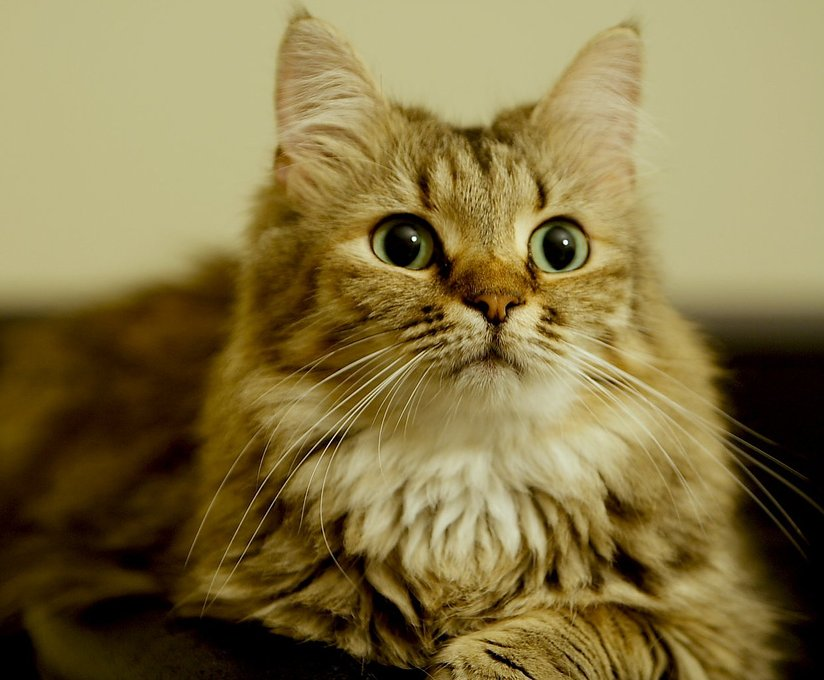
Maine-Coon-Katze
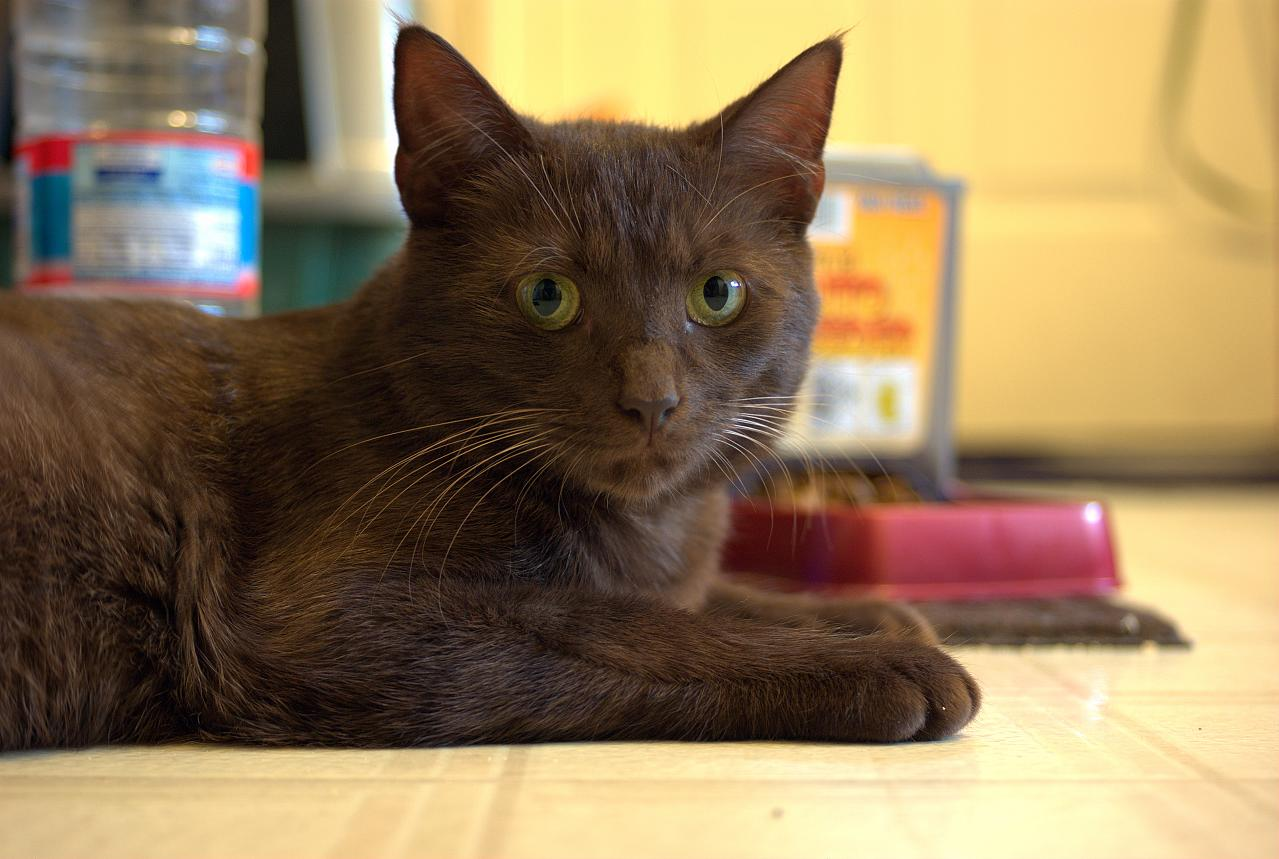
Havana-Katze
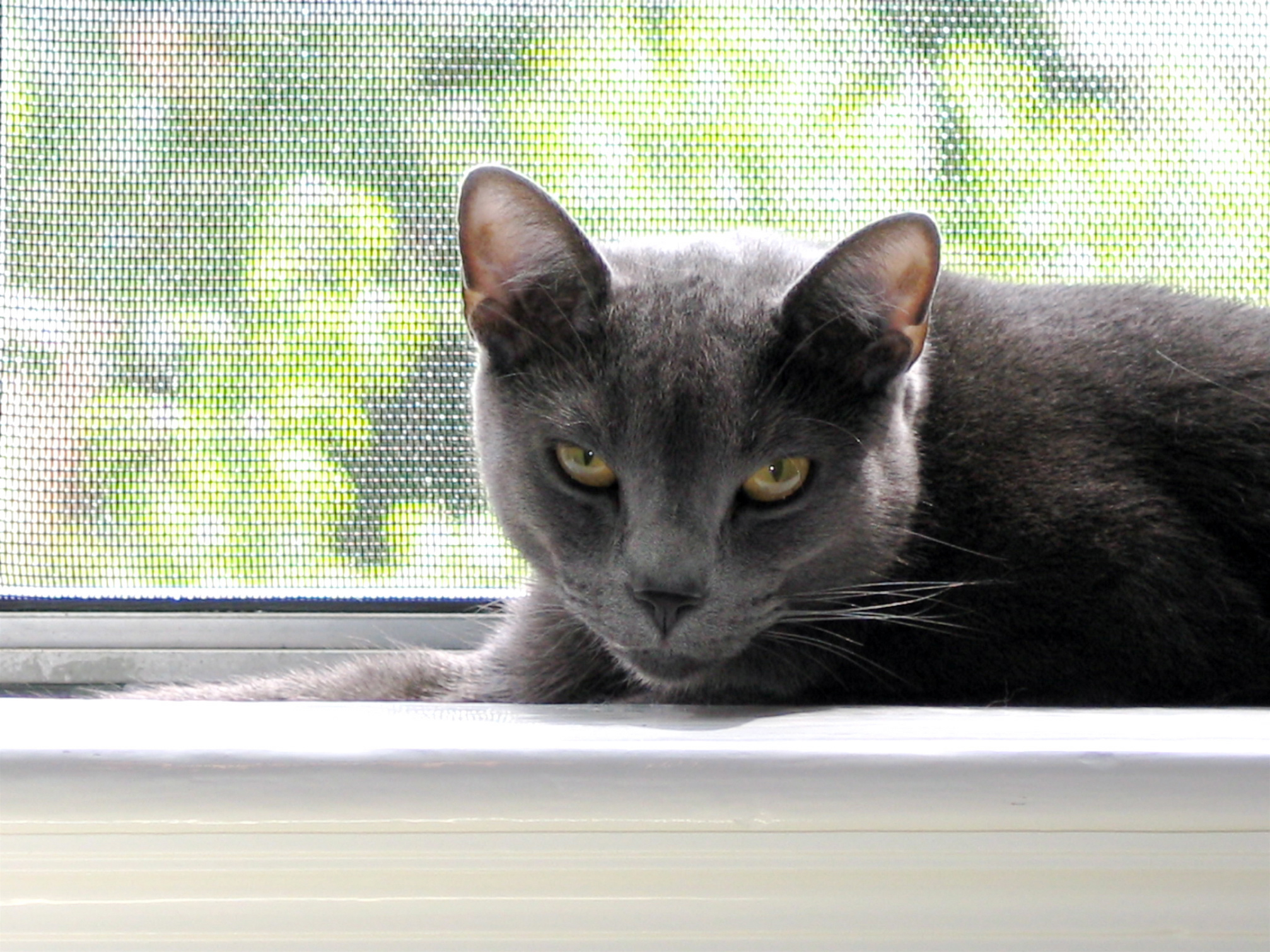
Russisch Blau
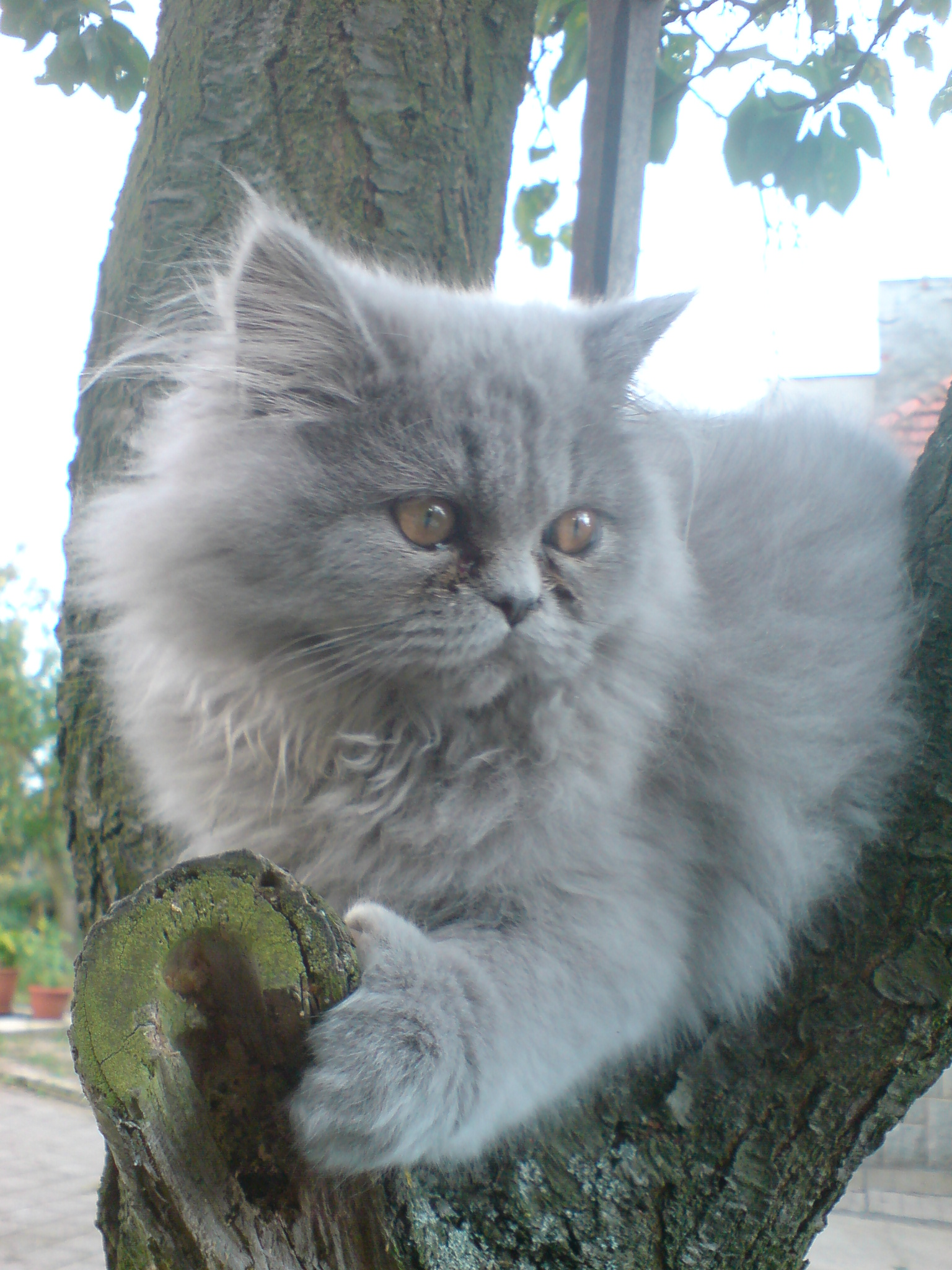
Perserkatze
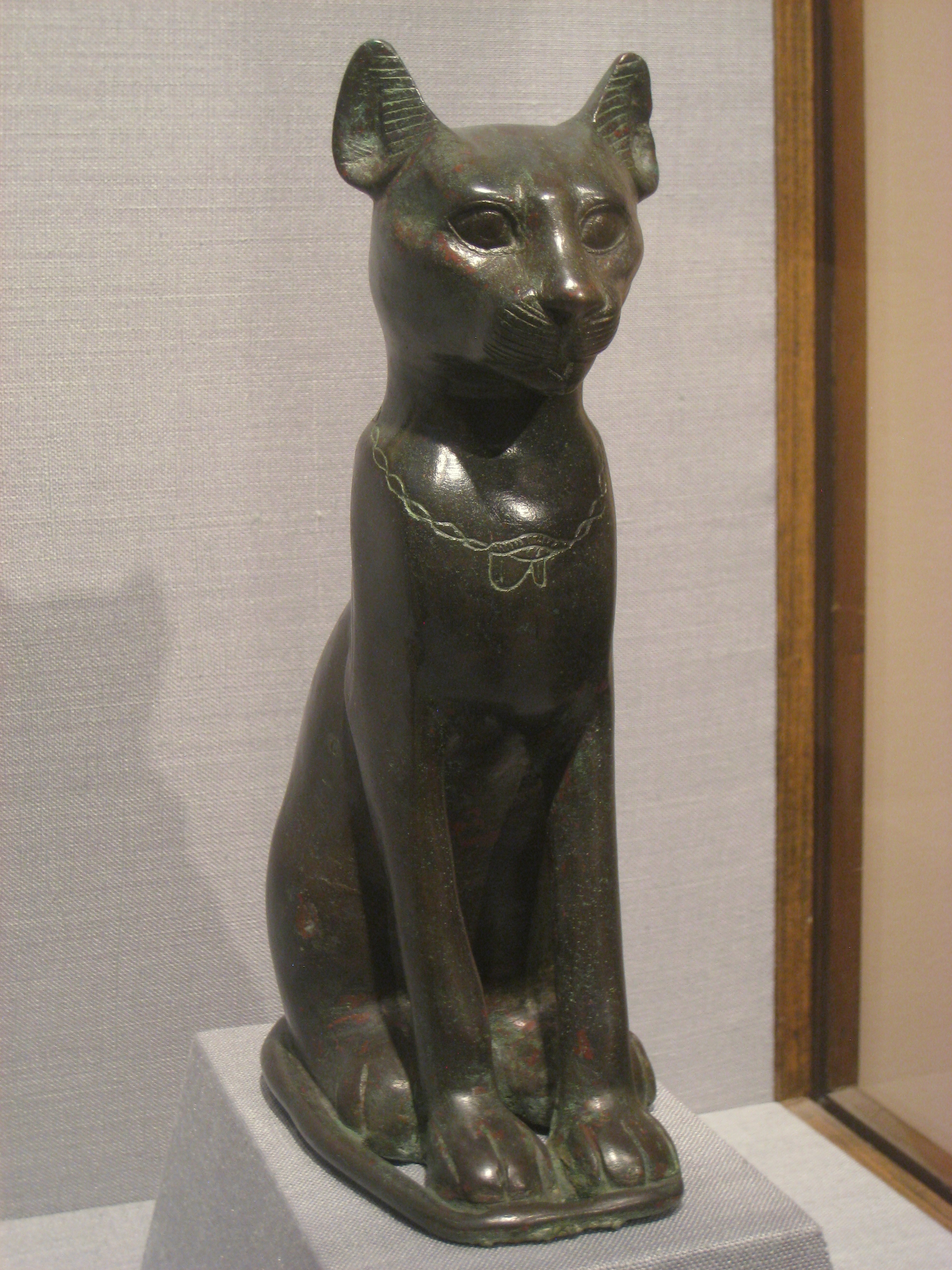
Bastet (Pascals Idealbild der Felidae)
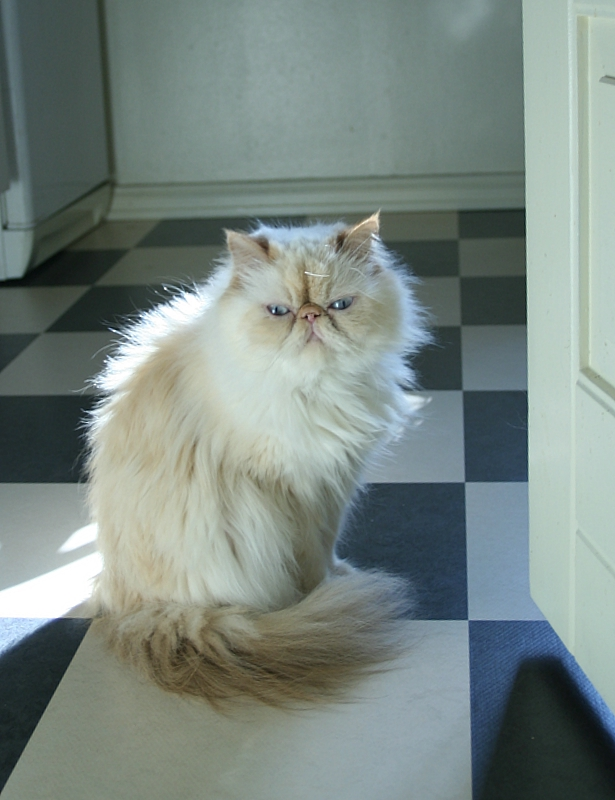
Colourpoint
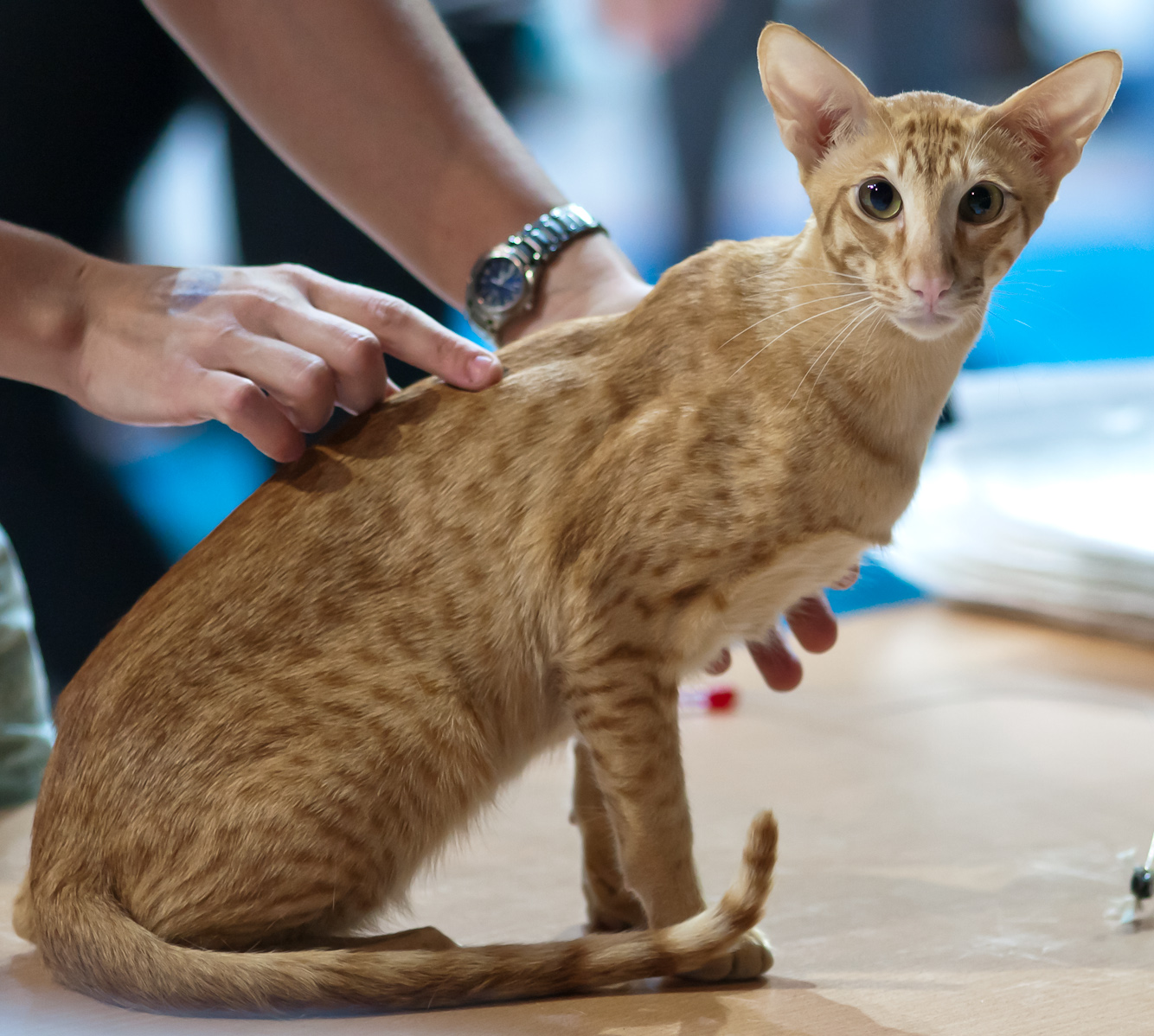
Orientalisch Kurzhaar

### Menschen
Gustav Löbel

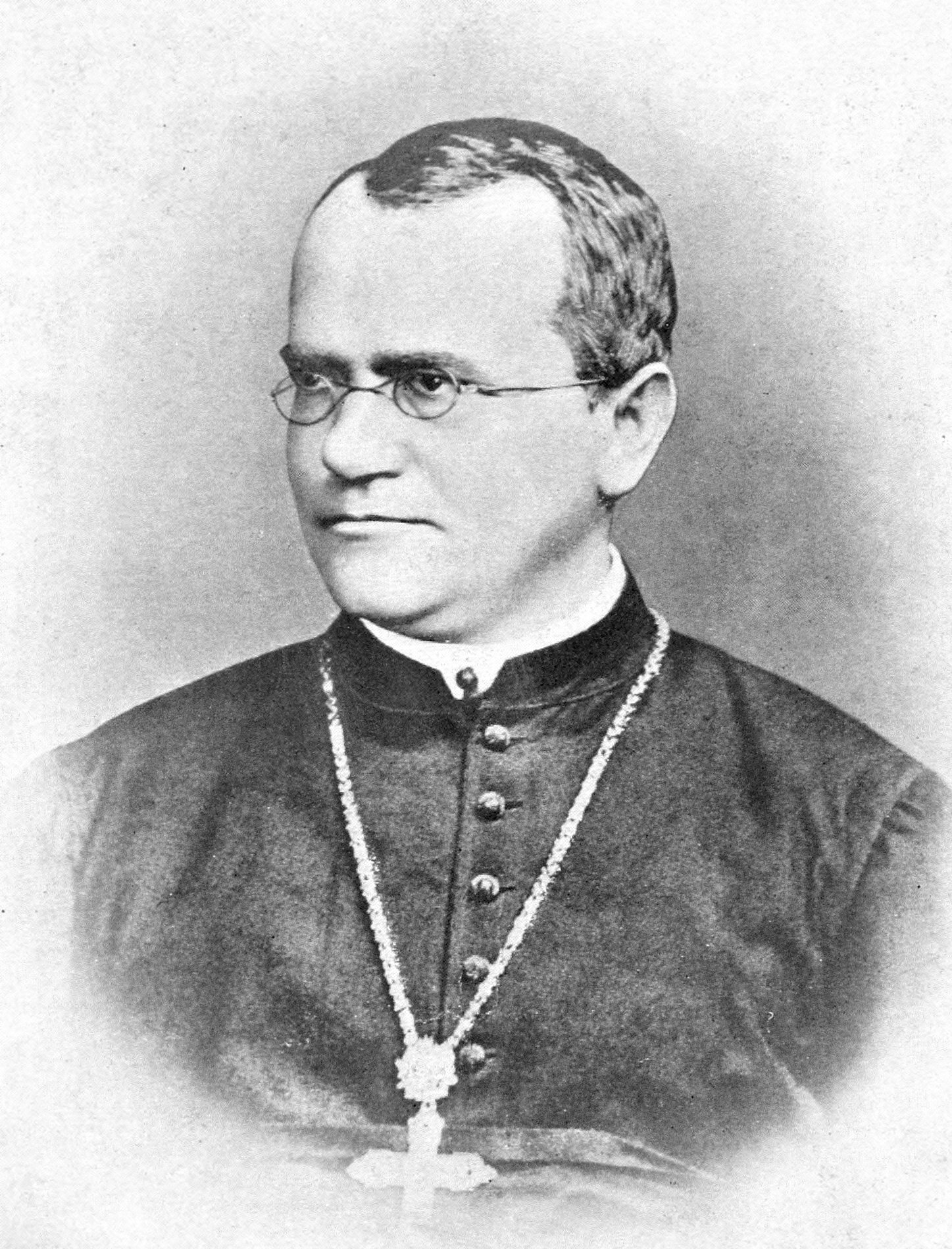
Gregor Johann Mendel

Gustav ist Francis’ einfältiges Herrchen, das sein täglich Brot mit dem Verfassen von Kitschromanen in Frauenzeitschriften verdient. Allerdings ist er gelehrter Archäologe und arbeitet derzeit an einem Sachbuch über Bast.
Archie
Archibald „Archie“ Philip Purpur ist ein Bekannter Gustavs und ihm bei seinen Renovierungsarbeiten behilflich. Währenddessen lernt er den Altbau lieben und beschließt am Ende des Buches, dort im ersten Stock einzuziehen.
Julius Preterius
Professor Julius Preterius führte im Altbau, in dem Gustavs Wohnung liegt, grausame Experimente an Katzen durch, um einen unfehlbaren Wundkleber zu entwickeln. Allerdings schlugen alle Versuche fehl. Preterius wurde verrückt und schließlich von dem am meisten gequälten Tier, Claudandus, getötet.
Ziebold
Ziebold war Assistent in Preterius’ Schreckenslabor und verließ ihn recht spät. Als er aber von Preterius’ Frau Rosalie kontaktiert wurde, kehrte er an den Ort des Grauens zurück und entdeckte dort den toten Julius Preterius und den halbtoten Kater Claudandus, den er an sich nahm.
Gregor Johann Mendel
Die Figur des Mönchs, der durch seine mendelschen Regeln als maßgeblicher Theoretiker der Vererbungslehre bekannt wurde, wird in Hinblick auf die Zucht einer perfekten Rasse aufgegriffen.

## Entstehung

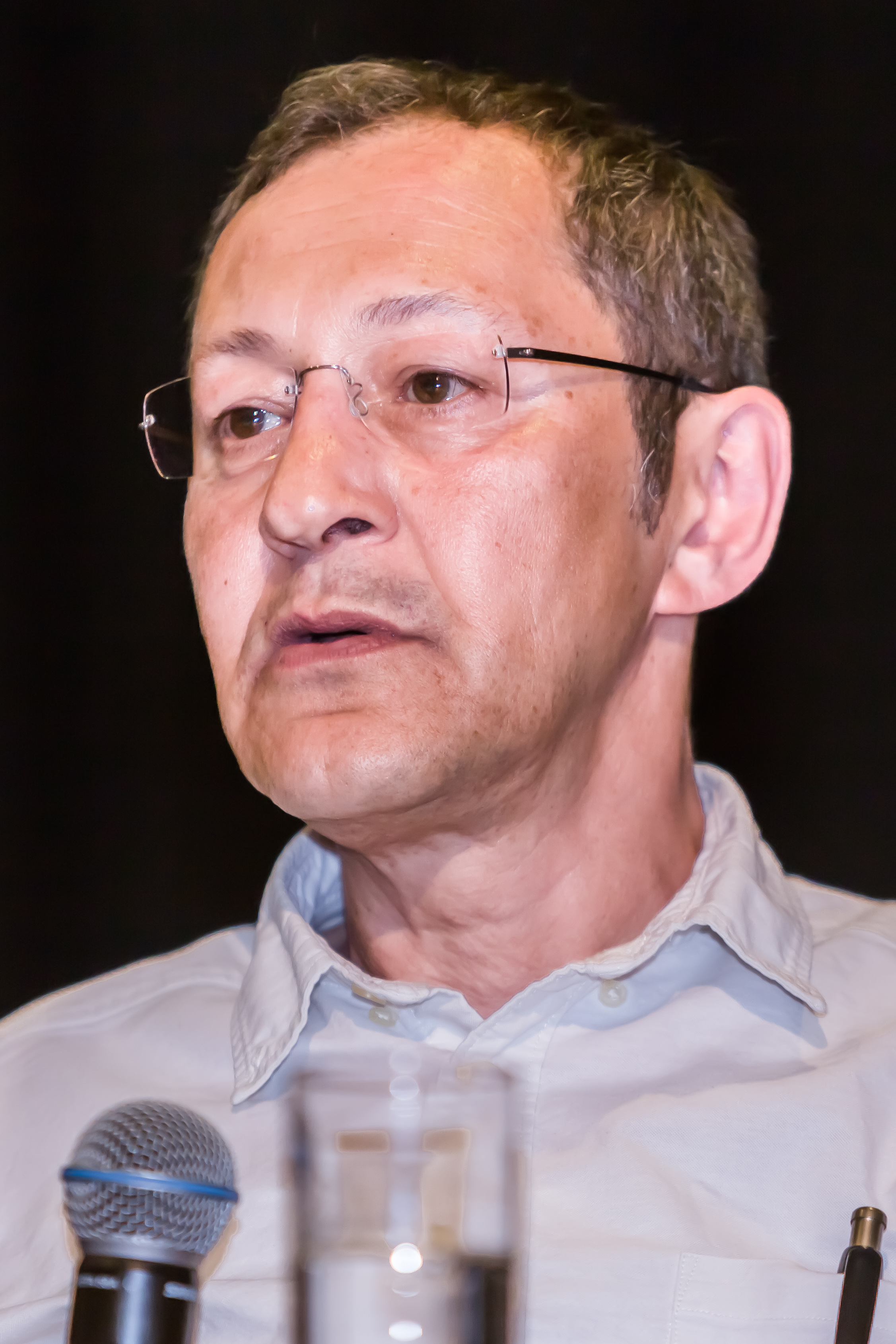
Akif Pirinçci

Der in der Bonner Südstadt lebende Schriftsteller Akif Pirinçci steckte Ende der 1980er-Jahre tief in finanziellen Problemen. Zwar hatte er bereits mit 14 Jahren einen Autorenwettbewerb des Bayerischen Rundfunks gewonnen, jedoch hatte sein erster Roman Tränen sind immer das Ende keinen großen Erfolg. Er hoffte, die Leser mit einem ungewöhnlichen Krimi begeistern zu können, und dachte zunächst an einen Ermittler aus dem Obdachlosenmilieu. Als diese Idee verworfen war, kam er beim Anblick seines eigenen Katers darauf, Katzen ein Rätsel lösen zu lassen. Als Kulisse wählte er die verwinkelten Hinterhofgärten Bonns. Er hatte zwar noch Schwierigkeiten, einen Verlag zu finden, und auch als der Goldmann Verlag sein Manuskript aufnahm, druckte er lediglich die recht geringe Auflage von nur 7000 Stück, allerdings mauserte sich Felidae bald zu einem absoluten Überraschungshit.

## Kritiken
„Felidae war ein Überraschungshit und zog bislang drei Fortsetzungen nach sich; zwar enttäuschen einige Storyaspekte gerade versierte Krimifans, und bei manchen Gesprächen hatte ich das Gefühl, die nächsten Wortwechsel vorhersagen zu können, aber Autor Akif Pirinçci gelingt das interessante und einfallsreiche Portrait einer Welt aus der Sicht von Katzen, die dabei ebenso zur Unterhaltung, wie als Spiegelbild unserer Gesellschaft herhalten.
Das Krimielement kommt erst nach den ersten 100 Seiten in Fahrt, dann jedoch hält der Autor das Tempo konstant bis zum überraschenden Finale. Dank den detailreichen Beschreibungen und der spannenden Umsetzung wird die Welt von Katzendetektiv Francis im Kopf des Lesers zum Leben erweckt, und man wünscht sich wirklich, dass er für den Folgeroman Francis (1993) die Stärken seines ohne Zweifel empfehlens- und lesenswerten Buches weiter ausbaut; zu einer höheren Wertung hat jedenfalls nicht viel gefehlt.“

„Ein Buch für Tierkrimi-Fans, dem man sein Alter zwar anmerkt, das aber trotzdem einige spannende Lesestunden beschert.“

## Verfilmung
1994 wurde Felidae zu einem gleichnamigen Zeichentrickfilm verarbeitet, zu dem Pirinçci zusammen mit Martin Kluger das Drehbuch schrieb. Unter der Regie von Michael Schaack liehen unter anderem Ulrich Tukur (Francis), Mario Adorf (Blaubart), Klaus Maria Brandauer (Pascal) und Helge Schneider (Jesaja) den Katzen ihre Stimmen. Akif Pirinçci war mit dem Ergebnis nach eigenen Angaben zu 80 % zufrieden.
| Im Roman                                                                                | Im Film |
| --------------------------------------------------------------------------------------- | --- |
| Francis liest das Buch über die antike Felidae alleine.                                 | Francis und Blaubart lesen das Buch gemeinsam.                                                                       |
| Francis wird durch ein Tagebuch über die Machenschaften des Prof. Preterius informiert. | Francis fährt versehentlich einen Fernsehapparat hoch und ein Videotagebuch klärt ihn über das Labor auf.            |
| Blaubart ist eine Nebenperson.                                                          | Blaubart tritt weit öfter auf, sodass der Zuschauer durch Francis´ Erzählungen über dessen Gedanken informiert wird. |
| Francis sieht Felicitas’ „Dosenöffner“.                                                 | Felicitas’ Herrchen tritt nicht auf, Francis und Felicitas sind alleine.                                             |
| Francis besucht den Totenwächter Jesaja alleine.                                        | Francis und Blaubart besuchen Jesaja gemeinsam.                                                                      |
| Francis schlitzt Claudandus die Kehle auf.                                              | Francis schlitzt Claudandus den Bauch auf.                                                                           |

## Weitere Felidae-Romane
Der Erfolg des ungewöhnlichen Romans mit dem Katzendetektiv Francis führte zu einigen Fortsetzungen.
- Francis. Felidae II. Goldmann, 1993, ISBN 3-442-43372-X
- Cave Canem. Ein Felidae-Roman. Goldmann, 1999, ISBN 3-442-44991-X
- Das Duell. Felidae-Roman. Fischer, 2002, ISBN 3-596-15992-X
- Salve Roma. Ein Felidae-Roman. Heyne, 2004, ISBN 3-453-35092-8
- Schandtat. Ein Felidae-Roman. 2009, ISBN 3-453-00620-8
- Felipolis. Ein Felidae-Roman. 2010, ISBN 978-3-453-29097-6
- Göttergleich. Ein Felidae-Roman. 2012, ISBN 978-3-453-26846-3

## Ausgaben
- Akif Pirinçci: Felidae. Goldmann, 1994, ISBN 3-442-42886-6
- Felidae/Francis. Sammelband. Goldmann, 2003, ISBN 3-442-13410-2
- Felidae. Katzencomic. Goldmann, 1994, ISBN 3-442-30621-3